# Pablo Honey
Pablo Honey ist das im Winter 1993 erschienene Debütalbum der britischen Band Radiohead. Es enthält den Song Creep, der zum bekanntesten Stück der Band wurde und für deren Aufstieg sorgte. Der Albumtitel entstammt einem Sketch der Jerky Boys, in dem ein Anrufer seinem Opfer “Pablo honey, please come to Florida!” zurief.

## Entstehung
Das Album wurde von September bis November 1992 von Paul Q. Kolderie und Sean Slade im Chipping Norton Studio in Oxon, England produziert und in den Fort Apache Studios in Roxbury, Massachusetts, USA gemischt. Chris Blairs Mastering fand in den Abbey Road Studios in London, England statt. Das fertige Album wurde am 22. Februar 1993 veröffentlicht.

## Titellisten
Die ursprüngliche Veröffentlichung enthielt folgende zwölf Stücke:
1. You – 3:29
2. Creep – 3:56
3. How Do You? – 2:12
4. Stop Whispering – 5:26
5. Thinking About You – 2:41
6. Anyone Can Play Guitar – 3:38
7. Ripcord – 3:10
8. Vegetable – 3:13
9. Prove Yourself – 2:25
10. I Can’t – 4:13
11. Lurgee – 3:08
12. Blow Out – 4:40

Auf der US-amerikanischen Version des Albums befindet sich ein Bonustrack mit der Radio-Version von Creep, in der die Zeile „so fucking special“ in „so very special“ geändert wurde.
Aus dem Album wurden drei Singles ausgekoppelt: Creep wurde bereits im September 1992 veröffentlicht, Anyone Can Play Guitar kam im Februar 1993 auf den Markt, und Stop Whispering erschien im Oktober 1993.

### Japanische Ausgabe
Die 1998 veröffentlichte japanische Version von Pablo Honey enthielt fünf Bonustracks:
1. You – 3:28
2. Creep – 3:55
3. How Do You? – 2:12
4. Stop Whispering – 5:25
5. Thinking About You – 2:41
6. Anyone Can Play Guitar – 3:37
7. Ripcord – 3:09
8. Vegetable – 3:12
9. Prove Yourself – 2:25
10. I Can’t – 4:13
11. Lurgee – 3:07
12. Blow Out – 4:40
13. Pop Is Dead – 2:12 (Bonus)
14. Inside My Head – 3:11 (Bonus)
15. Million Dollar Question – 3:17 (Bonus)
16. Creep (Live) – 4:05 (Bonus)
17. Ripcord (Live) – 3:13 (Bonus)

### Collector’s Edition
Am 24. März 2009 kam eine Collector’s Edition auf den Markt, die neben einer zweiten CD mit B-Seiten, Live-Aufnahmen und Demo-Versionen auch eine DVD mit Videos und Live-Mitschnitten enthält.
1. Prove Yourself (Demo)
2. Stupid Car (Demo)
3. You (Demo)
4. Thinking About You (Demo)
5. Inside My Head
6. Million Dollar Question
7. Yes I Am
8. Blow Out (Remix)
9. Inside My Head (Live)
10. Creep (Acoustic)
11. Vegetable (Live)
12. Killer Cars (Live)
13. Faithless The Wonder Boy
14. Coke Babies
15. Pop Is Dead
16. Banana Co (Acoustic)
17. Ripcord (Live)
18. Stop Whispering (U.S. Version)
19. Prove Yourself (BBC Radio One Session 06/22/92)
20. Creep (BBC Radio One Session 06/22/92)
21. I Can’t (BBC Radio One Session 06/22/92)
22. Nothing Touches Me (BBC Radio One Session 06/22/92)

## Rezeption

### Rezensionen
Joseph Tate bezeichnet Pablo Honey in The music and art of Radiohead als das am wenigsten individualistische Album der Band. Es sei vorwiegend als musikalische Antwort auf den amerikanischen Grunge-Rock zu sehen, der seit 1991 den Mainstream prägte. Der New Musical Express nannte Pablo Honey “one of those flawed but satisfying debuts that suggests Radiohead’s talents will really blossom later on” (NME, deutsch: „eines dieser fehlerbehafteten, aber befriedigenden Debüts, das nahelegt, dass Radioheads Talente später wirklich erblühen werden“). Entertainment Weekly stellte eine Verwandtschaft zu The Smiths, U2 und The Cure fest, während der amerikanische Rolling Stone Bezüge zu Morrissey, The Kinks und The Jam nannte.
Laut All Music Guide ist die Musik von Pablo Honey “awkward collegiate pop” (Stephen Thomas Erlewine, deutsch: „linkischer, studentischer Pop“). Es handle sich um eine viel versprechende Sammlung, “that blends U2's anthemic rock with long, atmospheric instrumental passages and an enthralling triple-guitar attack that is alternately gentle and bracingly noisy” (Stephen Thomas Erlewine, deutsch: „die U2s hymnischen Rock mit langen, atmosphärischen Instrumentalpassagen und einer fesselnden Dreifach-Gitarren-Attacke vermischt, welche abwechselnd behutsam und auf fesselnde Weise lärmend ist“).

### Bestenlisten
1993 belegte Pablo Honey Platz 35 in der Liste der 50 besten Alben des Jahres im NME. Die Leser des britischen Magazins Q wählten das Album 1998 auf den 61. Platz der Liste der „besten Alben aller Zeiten“. Im gleichen Jahr belegte das Album in der Liste „Virgin All-Time Top 1000 Albums“ Platz 100. Das holländische Radio Veronica setzte Pablo Honey 2008 auf Platz 766 einer Liste der 1.000 besten Alben aller Zeiten, 2009 belegte das Album ebendort Platz 608.

## Kommerzieller Erfolg

### Chartplatzierungen
Das Album belegte 1993 Platz 22 in den britischen Albumcharts, kam während des Erfolgs von OK Computer erneut in die Charts und war insgesamt 60 Wochen dort vertreten.
| ChartsChartplatzierungen       | Höchstplatzierung | Wochen |
| ------------------------------ | ----------------- | ------ |
| Schweiz (IFPI)                 | 91 (1 Wo.)        | 1      |
| Vereinigte Staaten (Billboard) | 32 (26 Wo.)       | 26     |
| Vereinigtes Königreich (OCC)   | 22 (114 Wo.)      | 114    |

### Auszeichnungen für Musikverkäufe
| Land/Region                  | Auszeichnungen für Musikverkäufe (Land/Region, Auszeichnung, Verkäufe) | Verkäufe  |
| ---------------------------- | ---------------------------------------------------------------------- | --------- |
| Argentinien (CAPIF)          | Gold                                                                   | 30.000    |
| Australien (ARIA)            | Gold                                                                   | 35.000    |
| Belgien (BRMA)               | Platin                                                                 | 50.000    |
| Kanada (MC)                  | 2× Platin                                                              | 200.000   |
| Neuseeland (RMNZ)            | Platin                                                                 | 15.000    |
| Niederlande (NVPI)           | Gold                                                                   | 50.000    |
| Vereinigte Staaten (RIAA)    | Platin                                                                 | 1.000.000 |
| Vereinigtes Königreich (BPI) | 2× Platin                                                              | 600.000   |
| Insgesamt                    | 3× Gold · 7× Platin ·                                                  | 1.980.000 |

Hauptartikel: Radiohead/Auszeichnungen für Musikverkäufe